# Mount Woodrow Wilson
Der Mount Woodrow Wilson ist mit einer Höhe von 4115 m der neunthöchste Berg des US-Bundesstaates Wyoming und der achthöchste der Wind River Range im Westen des Bundesstaates. Er liegt auf der kontinentalen Wasserscheide am Hauptkamm der Gebirgskette, rund zwei Kilometer südlich des höchsten Berges in Wyoming, dem Gannett Peak, von dem er durch den Glacier Pass getrennt ist. Westlich des Berges erstreckt sich der Mammoth Glacier, der zu den flächenmäßig größten Gletschern der Rocky Mountains zählt. Nach Südwesten zweigt vom Mount Woodrow Wilson ein Grat ab, der sich an den Twin Peaks in zwei weitere Gebirgsgrate aufteilt – einer verläuft entlang des Mammoth Glacier über Split Mountain und Mount Whitecap nach Nordwesten, der andere verläuft in südwestliche Richtung zum American Legion Peak. Im Nordosten des Berges liegt der ebenfalls große Dinwoody Glacier, in einem Kar an der Südflanke befindet sich der flächenmäßig deutlich kleinere Sphinx Glacier. Die kontinentale Wasserscheide verläuft in östliche Richtung über The Sphinx, Bobs Towers, Miriam Peak und den Bonney Pass bis zum Doublet Peak, wo sie sich nach Süden wendet. Die Gegend um den Mount Woodrow Wilson ist vollständig als Wildnis-Schutzgebiet ausgewiesen – der Berg liegt innerhalb der Grenzen der Fitzpatrick Wilderness des Shoshone National Forest sowie der Bridger Wilderness des Bridger-Teton National Forest.
Der Mount Woodrow Wilson wurde einige Monate nach seinem Tod im Jahr 1924 von den Erstbesteigern Albert Bessine, Edgar Doll und Carol Thompson-Jones nach US-Präsident Woodrow Wilson benannt. Gerüchten zufolge konnten sie am Gipfelgrat 14 Gratzacken erkennen und brachten sie mit den Fourteen Points in Verbindung, die Wilson 1918 als Grundlage für die Beendigung des Ersten Weltkriegs skizziert hatte.

## Galerie

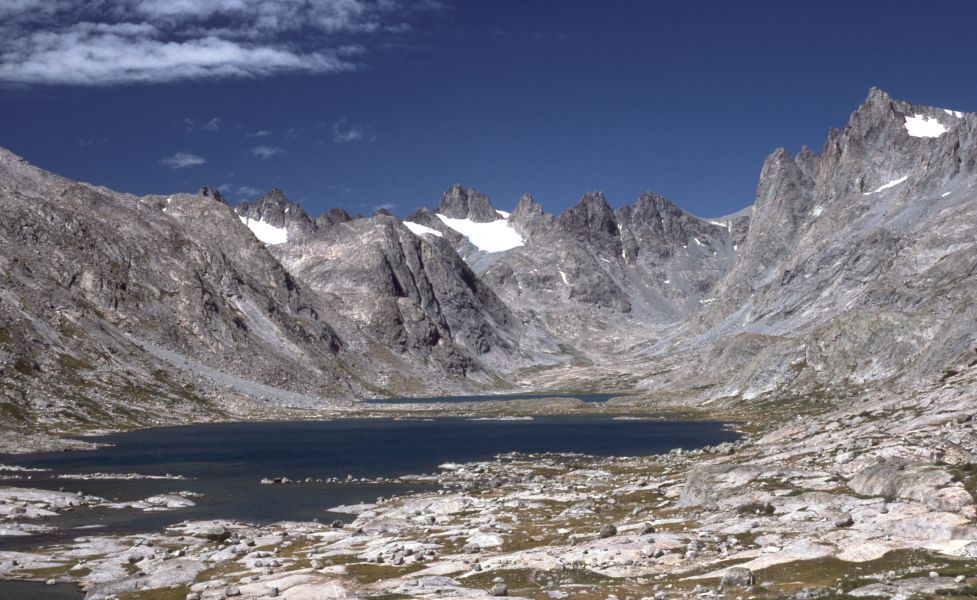
Titicomb Lakes vor dem Hauptkamm der Wind River Range. Mount Woodrow Wilson im Hintergrund, am rechten Bildrand der Mount Sacagawea
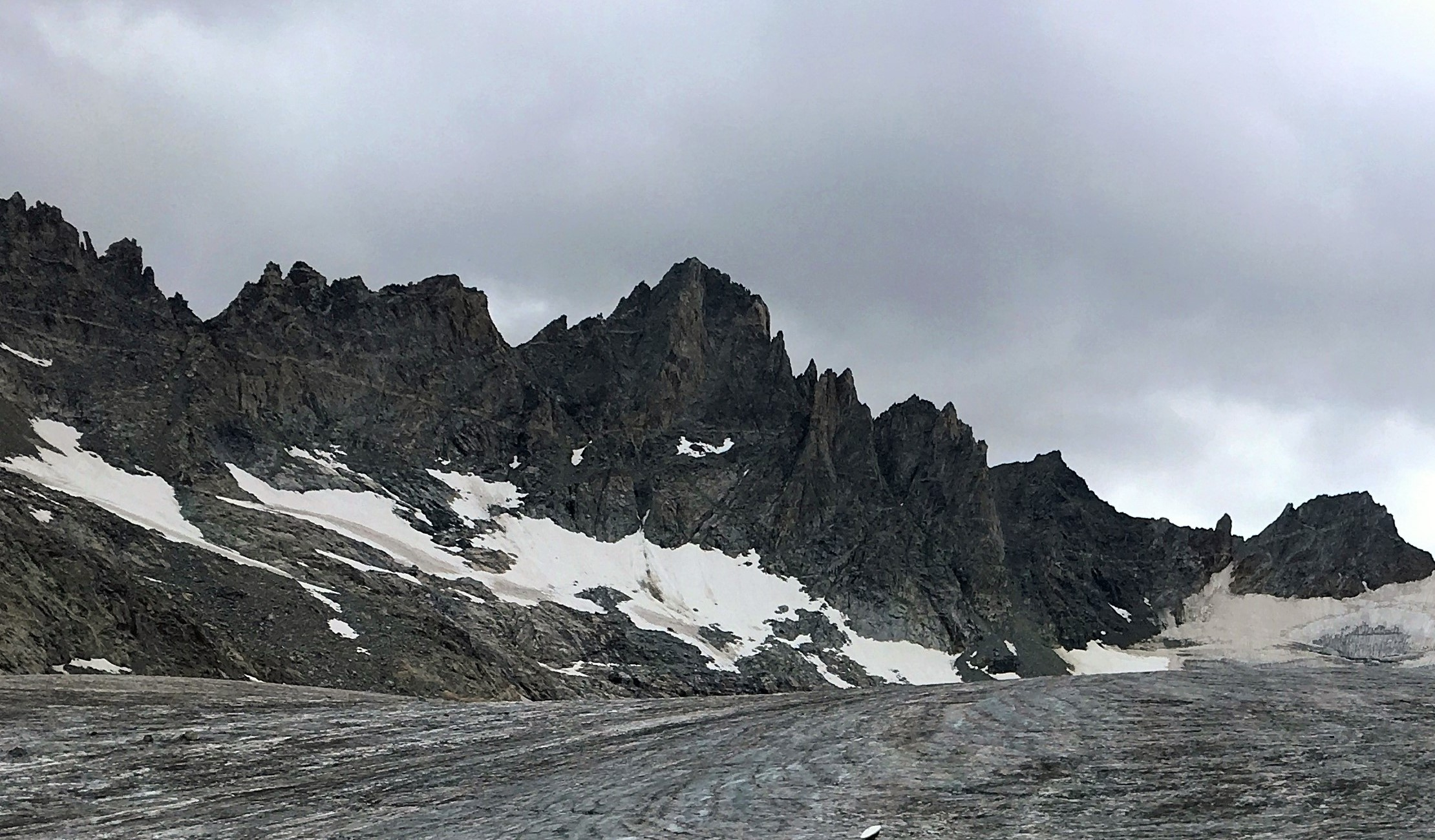
Mount Woodrow Wilson über dem Mammoth Glacier
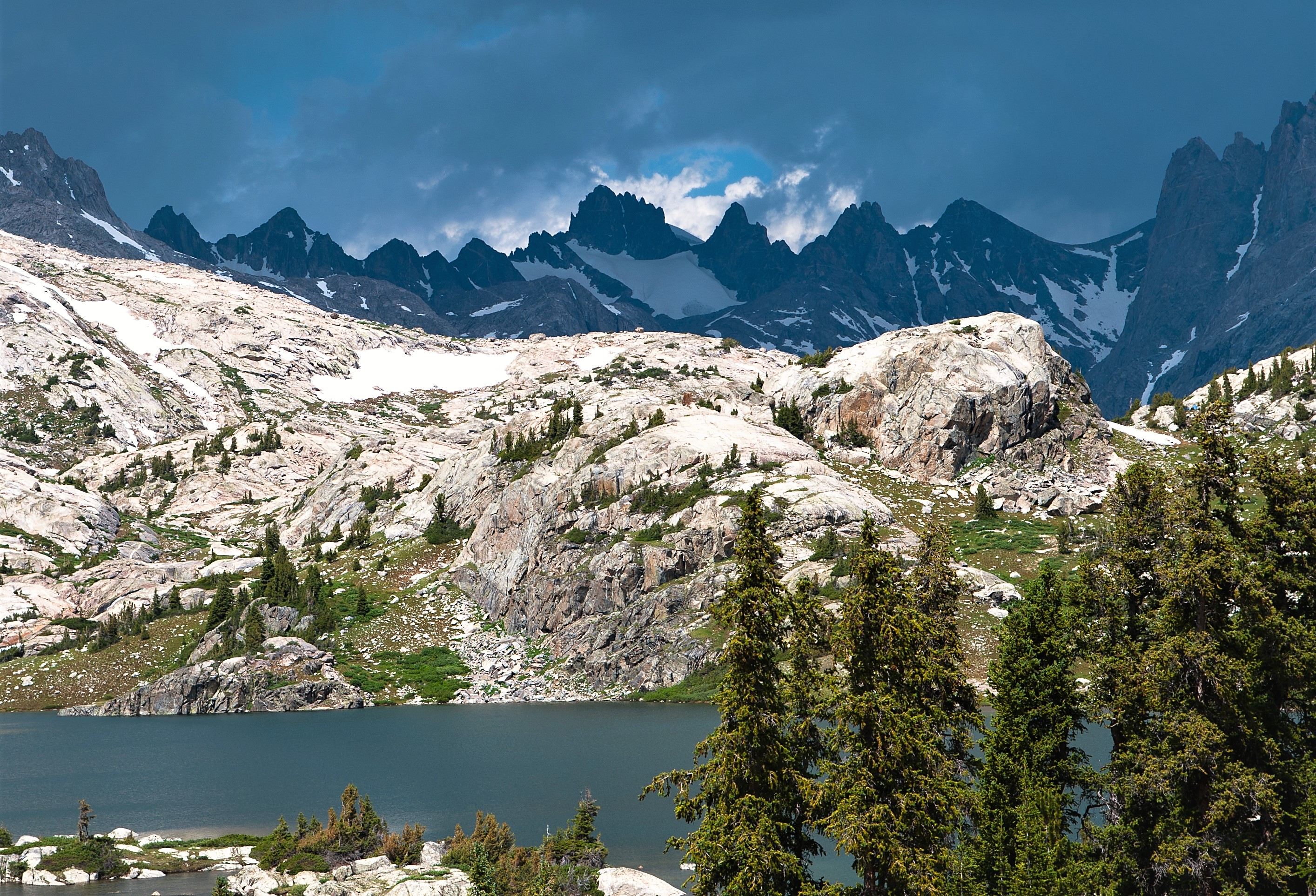
Blick auf Mount Woodrow Wilson und Nachbargipfel, August 2011

## Belege
1. 1 2  Mount Woodrow Wilson - Peakbagger.com. Abgerufen am 15. April 2024.
2. ↑  Mount Woodrow Wilson : Climbing, Hiking & Mountaineering : SummitPost. Abgerufen am 16. April 2024.